# Otto Messmer

El gato Félix dibujado por Otto Messmer.

Otto Messmer (16 de agosto de 1892 - 28 de octubre de 1983) fue un animador estadounidense, conocido por su trabajo en los dibujos animados y tiras cómicas de el gato Félix, producidos por el estudio de Pat Sullivan. El grado de participación de Messmer en la creación y popularidad de Félix es motivo de disputa, debido particularmente a que demandó su importancia luego de la muerte de Sullivan, quien había recibido hasta entonces el crédito.

## Biografía
Messmer nació en West Hoboken, Nueva Jersey (ahora Union City). Asistió al colegio Holy Family Parochial. Se sintió atraído por el Vaudeville y la industria del entretenimiento, inculcados por sus padres y maestros a una temprana edad. Estudió en el Instituto de Arte Thomas en Nueva York entre 1911 y 1913, y participó en un programa de estudio y trabajo de la agencia Acme, donde hizo ilustraciones para catálogos de moda. 
Sin embargo, el primer amor de Messmer fue la animación. Inspirado por las películas animadas de Winsor McCay, como How a Mosquito Operates, Messmer comenzó a crear sus propias tiras cómicas para periódicos locales en 1912, el mismo año en que conoció a Anne Mason, que luego se convertiría en su esposa en 1934. Uno de sus cómics, Fun, formó parte de la página de tiras cómicas del periódico New York World. Firmó un contrato con Jack Cohn de Universal Studios en 1915 para producir una película de prueba, con un personaje creado por Messmer llamado Motor Mat. Nunca se llevó a cabo, pero atrajo la atención del animador Pat Sullivan, por otra parte Messmer decidió trabajar con Henry "Hy" Mayer, otro caricaturista de renombre. Los dos trabajaron en la exitosa serie animada The Travels of Teddy, que estaba basada en la vida de Theodore Roosevelt. Messmer trabajaría luego para Sullivan, quien se encargó de los negocios, dejando a Messmer las responsabilidades creativas. Cuando Sullivan cumplía una condena de nueve meses de prisión en 1917, Messmer trabajó un tiempo con Mayer, hasta que Messmer fue llamado para participar en la Primera Guerra Mundial. 
Cuando Messmer regresó a Estados Unidos en 1919, volvió al estudio de Sullivan, contratado por el director Earl Hurd de Paramount Screen Magazine para hacer un cortometraje que acompañaría a una película. Sullivan le dio el proyecto a Messmer, cuyo resultado fue, Feline Follies, protagonizado por Félix, un gato negro que había creado, que daba buena suerte a la gente en problemas. Félix fue el primer personaje animado creado y emitido para la gran pantalla, al igual que el primero en convertirse en un producto comercial. Sullivan, sin embargo, adquirió los créditos por Félix, aunque Messmer dirigiera y fuera el animador de todos los episodios, solo el nombre de Sullivan aparecía en la toma de los créditos. Messmer también estuvo a cargo de la tira cómica de Félix para los periódicos, haciendo la mayoría de los dibujos hasta 1954. 
El gato Félix protagonizó cerca de 150 cortos hasta 1931, cuando los estudios de animación adoptaron el sonido. La popularidad de las tiras cómicas en periódicos comenzó a bajar a final de los años 1930, aunque el personaje volvió en los años 1940 en comic books. Messmer se unió a Douglas Leigh para crear varios anuncios que iluminaran el Times Square. Además produjo más tiras cómicas de Félix en los años 1940 y 1950 para las compañías Dell Comics, Toby Press, y Harvey Comics. En los años 1960, Felix fue transmitido por televisión, y el asistente de Messmer, Joe Oriolo (creador de Casper) se aseguró que recibiera crédito por la creación del gato Félix. Messmer continuó trabajando en el personaje hasta su retiro en 1973.
Messmer murió de un infarto de miocardio el 28 de octubre de 1983. Hoy en día, su creación está presente en cerca de 250 periódicos a lo largo del mundo.